# Фландрен, Жан
Жан Фландрен (фр. Jean Flandrin; после 1301, королевство Франция — 8 июля 1415, Пеньискола, королевство Арагон) — французский куриальный кардинал. Архиепископ Оша с 20 мая 1379 по 17 октября 1390. Декан Священной Коллегии Кардиналов с августа 1405 по 8 июля 1415. Кардинал-священник с 17 октября 1390, с титулом церкви Санти-Джованни-э-Паоло по 13 июня 1405. Кардинал-епископ Сабины с 13 июня 1405 по 8 июля 1415.

## Ранние годы
Родился Жан Фландрен после 1301 года, в епархии Вивье, королевство Франция. Родственник кардинала Пьера Фландрена (1371 год). Его также указывали как Джованни Филандрини. Его называли кардиналом Ошским.
Жан Фландрен получил докторскую степень.
Жан Фландрен был деканом соборного капитула Лаона. Он получил субдиаконат..

## Епископ
Жану Фландрену была предложена епархия Карпантры в 1371 году, но он не избран. 24 января 1379 года избран архиепископом Арля антипапой Климентом VII, продвижение не вступило в силу. 20 мая 1379 года Жан Фландрен был избран архиепископом Оша, занимал епархию до своего возведения в кардиналы. Рукоположён 18 декабря 1379 года, дополнительная информация отсутствует. Он опубликовал уставы архиепархии в 1383 году.

## Кардинал
Возведён в кардинала-священника на консистории от 17 октября 1390 года, вступил в курию Авиньона 17 июня 1391 года и вскоре получил титулом церкви Санти-Джованни-э-Паоло. Присутствовал при смерти антипапы Климента VII 16 сентября 1394 года.
Участвовал в антиконклаве 1394 года, который избрал антипапу Бенедикта XIII. Он был одним из немногих псевдокардиналов, которые остались с антипапой в сентябре 1398 года. 13 июня 1405 года кардинал Фландрен был избран для сана кардиналов-епископов и субурбикарной епархии Сабины, антипапой Бенедиктом XIII. Присутствовал на Перпиньянском соборе, созванный антипапой Бенедиктом XIII и проведённый с 15 ноября 1408 года по 26 марта 1409 года. Декан Священной Коллегии Кардиналов с июня 1409 года. Он оставался верным антипапе до своего последнего дня.
Скончался кардинал Жан Фландрен 8 июля 1415 года, возможно, в Пеньисколе, королевство Арагон. Похоронен в церкви Сен-Лорана, Вивье, он начал строительство этой церкви в 1381 году, здание было разрушено протестантами в XVI веке, его могила была восстановлена из руин в 1880 году во время строительства нынешней церкви.